# 11 eyes
11 - eyes: Tsumi to Batsu to Aganai no Shōjo (11 - eyes -罪と罰と贖いの少女-?, lit. 11eyes: El Pecado, La Condenación, y La Chica de la Expiación) conocida simplemente como 11eyes en su adaptación al anime, es una Novela visual  desarrollada y publicada por Lass lanzada por primera vez el 25 de abril de 2008 para Microsoft Windows como un DVD; 11 eyes es el cuarto juego de Lass. Un port de Xbox 360 titulado 11eyes CrossOver fue lanzado el 2 de abril de 2009 publicado por 5pb.. Una adaptación al manga, ilustrada por Naoto Ayano comenzó su serialización en el número de octubre de 2009 de la revista Comp Ace de Kadokawa Shoten. Una adaptación de anime producida por Doga Kobo y dirigida por Masami Shimoda comenzó a emitirse en Japón el 7 de octubre de 2009.

## Sinopsis
Después de perder a su hermana hace siete años, Satsuki Kakeru lleva una vida vacía, siendo capaz de regresar a la normalidad solo con la ayuda de su amiga de la infancia Minase Yuka y otros amigos de la escuela. De repente, un día el cielo se vuelve rojo y la luna se vuelve negra.
7 chicos representan a 7 fragmentos de una piedra que se dividió tan solo para poder evitar que el infierno se abriese, estos eran los planes de una bruja, quien quería que el infierno cayera para cumplir a petición de su amado rey, que fue asesinado por su amigo más cercano. Los caballeros negros fueron los que la sellaron en una torre entre los mundos donde no hay espacio ni tiempo, más conocida como la "Noche Roja". Cada fragmento tiene un mundo propio. Donde se encuentran los guerreros protagonistas es el mundo de YUKA, la chica está loca y obsesionada con su mejor amigo, Satsuki Kakeru. El poder más grande es el ojo de ARON portado por el mejor amigo y ser amado de Yuka, ese mismo poder lo tenía el amado de la bruja, este anime tiene varios cambios inesperados combinando Acción y Gore, sus aventuras la llevan a que Yuka sea una "Yandere".

## Personajes
Kakeru Satsuki(皋 月 駆, Satsuki Kakeru?) 
Interpretado por: Shinsuke Nakamoto (PC), Daisuke Ono(Xbox 360 y anime)
El protagonista principal de 11eyes. Él y su hermana se quedaron huérfanos desde muy pequeños, y se fueron a un orfanato en donde conoció a Yuka. Después del suicidio de su hermana mayor diez años antes de la historia principal, Kakeru sentía que su vida estaba vacía. Este espacio fue ocupado por Yuka y sus nuevos amigos que conoció en la escuela secundaria. Tiene heterocromía y lleva un parche en el ojo derecho, porque este es de otro color, luego se da cuenta de que es el poseedor del ojo de Aeon, que tiene lo que parece ser el poder de premonición ( puede ver el futuro ). También le muestra las imágenes de Velad, un antiguo rey de Dransvania que también era portador del ojo de Aeon. Él es capaz de utilizar su ojo derecho en las batallas para prever y contrarrestar los movimientos de su oponente. En el juego, el verdadero poder de la mirada de Aeon no solo se refieren a la premonición, sino también a permitir que el portador pueda asimilar todos los recuerdos y las habilidades de un sinnúmero de portadores anteriores. En última instancia, también permiten que el portador realice el futuro deseado, de todos los posibles futuros que hay. El precio de estos poderes es que a la muerte, el alma del portador se absorbe en el ojo, ya que este se pasa a un nuevo portador. Esto explica por qué los sueños de Kakeru son fragmentos de la vida de Velad, que era el portador anterior del ojo de Aeon. Siente un fuerte sentimiento amoroso por Yuka.
Yuka Minase (水 奈瀬 ゆか, Minase Yuka?) 
Interpretado por: Agumi Oto (PC), Mai Gotō (Xbox 360 y anime)
Amiga de la infancia de Kakeru. Lo conoció en el orfanato donde crecieron, y fue capaz de ayudar a Kakeru a sentirse mejor después del suicidio de su hermana. Está muy unida a Kakeru. También esta en la clase de Kakeru y pasa la mayor parte del tiempo con él, haciendo creer a la mayoría de los personajes que es la novia de Kakeru. En la parte posterior de la historia, ella descubre que también tiene un poder, que al parecer anula los poderes de los demás. Más adelante en el juego, es capaz de recordar por qué ocurrió el suceso sangriento del orfanato, donde ella, Kakeru, y Kukuri solían vivir como los huérfanos: Resultó que debido a que su poder se despertó, y ella no sabía cómo controlarlo en el momento, por lo que causan estragos en el orfanato. Explicó Kukuri a Kakeru que no fueron afectadoos debido al poder de Kukuri . Este acontecimiento tuvo tal impacto en ella que selló esta parte de recuerdos en su mente y no se atrevió a acercarse al orfanato una vez adoptada. 
Liselotte, mientras que utilizando su conexión con los "fragmentos", le dice a Yuka que su poder es "Phantasmagoria", una técnica especial / hechizo utilizado por Liselotte. El poder le permite llevar a cabo más recuerdos de los demás o mostrar a la gente ilusiones. Ella explica que su poder parece anular los demás, porque mientras se vea afectado en la fantasmagoría, la gente inconscientemente, pierde la voluntad para mantener su poder por lo que parece como si se anula el poder. Si bien es consciente de su propio poder , lo usa para tratar de mantener Kakeru para sí misma y crear un mundo ilusorio. Al igual que Kakeru, ella siente también un cierto sentimiento amoroso hacia el.
Misuzu Kusakabe (草 壁 美 铃, Kusakabe Misuzu?) 
Interpretado por: Haruka (PC), Yuu Asakawa(Xbox 360 y anime)
Es un año mayor que Yuka y Kakeru. Ella es una Onmyoji ( Oráculo ) del clan Kusakabe. Un clan de Onmyoji que es famoso por la extracción de sangre Oni en la línea de sangre y de las cinco espadas demoníacas conocidas como los Cinco tesoros de la familia Kusakabe. Las cinco espadas están ahora en posesión de Misuzu las cuales mantiene en sus uñas, selladas a través de la magia tridimensional que aprendió de manuscritos prohibidos, creados por uno de sus antepasados incorporados a la magia occidental, Ryoichi Kusakabe. Mientras que se muestra fuerte por fuera en realidad Misuzu es una persona insegura. Ella estaba traumatizada cuando Misao Kusakabe ( la más fuerte de la familia Kusakabe, la cual fue exiliada por usar magia prohibida), que hasta ese entonces era su ejemplo a seguir, le dice la verdad acerca de los "fragmentos" (el nombre con el qué se dirigía a todos aquellos humanos atraídos a la Noche Roja) . Misuzu se siente derrotada en el momento que lucha contra Misao Kusakabe, y se da cuenta de la gran diferencia de poder qué hay entre ellas.
Kukuri Tachibana (橘 菊 理, Tachibana Kukuri?) 
Interpretado por: Risa Matsuda (PC), Noriko Rikimaru (Xbox 360 y anime)
Una chica extraña de su escuela que se ve exactamente como la hermana muerta Kakeru. Es un año mayor que Yuka y Kakeru. Ella tiene la capacidad de materializar su alma en la forma de un ángel encadenado. Ella lo llama el ángel "Abraxas". "Abraxas" ataca por el envío de cadenas con cuchillas afiladas y también tiene poder curativo. Ella es la hija adoptiva del famoso novelista en el área de quien heredó su apellido. Ella no tiene recuerdos más allá de cinco años atrás, cuando tenía 13 años, y parece haber perdido su voz. Usa un cuaderno de bocetos para la comunicación. En una escena de 11eyes CrossOver, se observa por Shuu indirectamente que su poder es muy singular y muy difícil de reproducir por los magos. Las cadenas de Abraxas son en realidad la representación de los recuerdos perdidos de Kukuri. Las cadenas son también los sellos de poder Abraxas. En la batalla final, debido al poder de Yuka, sus recuerdos perdidos vuelve a ella y se desencadena Abraxas.
Kukuri Satsuki(さつきくくり Satsuki Kukuri?)
la hermana de Kakeru en una realidad alternativa. En su realidad original, se Kakeru que fue asesinado en un experimento haciendo que ella se volviera loca y destruyó una instalación completa. Después de eso, fue transportado a la realidad actual. ella revela en el videojuego que sus padres y , os de yuka no murieron , sino más bien 
Kakeru y Yuka fueron abandonados debido a sus competencias. También revela que el orfanato Ayame es realmente un lugar donde los niños se reúnen con poderes para la investigación y el fundador del lugar es uno de los antepasados lado de Misuzu madre. Mientras desencadenado, el nombre de Abraxas es "Demiurgo" y tiene poderes divinos. Sus ojos izquierda puede pico en el pasado, mientras que su ojo derecho es similar a la precognición poder del ojo de Aeon. Ella también tiene el poder de la generación espontánea de crear cosas de la nada. Kukuri es la heroína solo en este juego a tener su final como un acto separado.
Yukiko Hirohara (広 原 雪 子, Hirohara Yukiko?) 
Interpretado por: Miru (PC), Oma Ichimura (Xbox 360 y anime)
Es una chica alegre que mata a los monstruos sin piedad durante la Noche Roja. Ella es una nieta de los Zaibatsu Hirohara, una de las casas más ricas en el mundo 11eyes. Volvió a Japón de la nación Drasuvania. Su poder principal de regeneración la hace casi inmortal. Ella lucha con dos cuchillos de metal. Su personalidad positiva normalmente se mantiene por la autohipnosis, la cual es controlada por sus gafas; al quitarse las gafas se libera su segunda personalidad, una asesina a sangre fría, guiada con el único deseo de matar, esta personalidad se forjó cuando ella vivía en Dransvania, un antiguo país el cual se encontraba constantemente en guerras, ahí ella aprendió a sobrevivir matando, pero también vio a mucha gente a la cual quería morir frente a ella lo cual destrozo su corazón y desarrollo su segunda personalidad. Ella es un año menor que Yuka y Kakeru. Después de que Takahisa se enloquece por la muerte de Saeko, le pide a Yukiko qué lo mate, puesto que ya había perdido el control de su poder, esta accede y termina con su vida. Tiempo después se da cuenta de que estaba enamorada de Takahisa, y decide ir a matar a Superbia por su propia cuenta ( la culpable de la muerte de Saeko, y que Takahisa haya enloquecido), Yukiko muere a manos de Superbia al serle extraído el fragmento de su cuerpo, el cual le daba el poder de regeneración.
Takahisa Tajima (田岛 贤 久, Tajima Takahisa?) 
Interpretado por: Andarushia (PC), Showtaro Morikubo (Xbox 360 y anime), Mutsumi Tamura (niño, anime)
Un joven de su escuela que es un pyrokineticist - lo que significa, ser capaz de usar ataques de fuego. Él es del mismo grado que Yuka y Kakeru, pero no es de su clase. Su personalidad es temerario y la de un solitario. Ahora se encuentra bajo la tutela de Saeko. En su niñez, hizo todo lo posible para sobrevivir después de que sus padres lo abandonaron. Saeko fue quien lo recogió, él no le muestra ni la más mínima señal de respeto, pero en el fondo la quiere y le está agradecido por cuidar de él. Cuando presencia la muerte de Saeko, enloquece, llenándose de rencor y odio, lo que provoca un descontrol de su poder y le pide a Yukiko que lo mate.

## Caballeros negros
Avaritia (アワリティア, Awaritia?) 
Interpretado por: Eigou Mirai (PC y Xbox 360)
El líder de los Black Knight ( Caballeros Negros) ha decidido destruir a los "fragmentos". En realidad, es uno de los 14 santos de índice, llamado "George of the Rainbow". Fue enviado con sus subordinados a eliminar la amenaza: Liselotte Wreckmeister. Después de una batalla aparentemente perdida con Riselotte en la Colina de Ayame hace 70 años, utilizó su último recurso, la técnica prohibida: El Contrato del Arco Iris; que dividió el alma de Riselotte y el pedazo de Tabla de Esmeralda en ella, en siete fragmentos para debilitarla y así poderla sellar en un cristal. Los otros fragmentos, fueron esparcidos en 6 mundos paralelos. Esto explica por qué se refieren a los chicos como "fragmentos" porque sus cuerpos contienen los "fragmentos" y los "fragmentos" son las fuentes de sus poderes. En su misión en el pasado, se selló un dragón en su cuerpo con la misma técnica y lo libera en la batalla final para intentar detener a Riselotte con el precio de perderse.
Ira (イラ, Ira?) 
Interpretado por: Margarina Tengu (PC y Xbox 360)
El segundo caballero Negro que es derrotado. Asesinado por Kakeru, un hombre musculoso, con depredadores slimly ojos rasgados rojo y está armado con syths incrustado en sus brazos plano. Está especializado en arte marcial chino. Realmente él es un apóstol de índice y al mismo tiempo, un subordinado de George del Arco Iris. El nombre de su índice es "Sebastián del Hueso de Santo".
Invidia (インウィディア, Inwidia?) 
Interpretado por: Risa Matsuda (PC), Noriko Rikimaru (Xbox 360)
Ella es la única mujer Caballero Negro junto Superbia y es el único miembro con alas que puede volar. Utiliza un látigo que se asemejan a una columna especializada para el ataque de largo alcance. Es el cuarto caballero en morir. Ella tiene un poder especial de autodestrucción, al ser herida gravemente por Abraxas ( kukuri ) crea una barrera en la que encierra a todos los chicos ( a excepción de Yuka, la cual no estaba presente) y en el momento en que iba a "explotar" Yuka despierta su poder, el cual anula los poderes de los demás, incluyendo el de Invidia, en ese momento Yukiko aprovecha para matarla. También es un subordinado de George del arco iris y el nombre de su índice es "Elayce de la Calavera Dragon". En el juego, se revela que ella ama a Sebastian.
La acedia (アケディア, Akedia?) 
Interpretado por: Uoshuyaki (PC y Xbox 360)
El "mago" del grupo de los Caballeros Negros. Él es rápidamente asesinado por Kukuri, sin embargo, una parte de su cabeza "Escolástica" logra escapar y sobrevivir. Sin embargo, es asesinado por Shiori más tarde. En el juego, la cabeza es cortada por Misuzu utilizando Doujikiri y Escolástica muere en este momento y acedia es asesinado por Shiori después. Escolástica es en realidad hermana de acedia y comparten el mismo . Su nombre de índice es "Benedicto XVI de la Biblioteca". Se revela por Shiori que Benedicto XVI y George son personas en su línea familiar. Shiori se refiere a él como su prototipo cuando lo mata.
Gula (グラ, Gura?) 
Interpretado por: Keisuke Kuroiwa(PC y Xbox 360)
Uno de los Caballeros Negro, cuya cifra es de un gordo gigante con un club como el arma. También es el primero en morir. Fue asesinado por Misuzu. Su papel en la historia y en el grupo de Caballero Negro es mínimo. Su nombre de índice es "Sansón del Club Santo".
Superbia (スペルビア, Superubia?) 
Interpretado por: Erena Kaibara (PC), Hyo-sei (Xbox 360)
El Caballero Negro más poderoso después de Avaritia. Ella lucha con dos espadas japonesas que son similares a Misuzu. Ella es, de hecho, solo el Caballero Negro, que no tiene ninguna vinculación con el índice. Más bien, ella es en realidad Kusakabe Misao, la Onmyoji Kusakabe que Misuzu admira. Ella revela que sus dos espadas eran parte de los tesoros de Kusakabe. Las espadas que tiene, Onikiri y Kumokiri, en adiciones a Misuzu, una vez que se refirió como la familia Kusakabe tenía Siete espadas. Después de tomar las dos espadas y salir de su clan, las espadas de la familia se redujerón a 5, las cuales tiene Misuzu. En el juego, ella mira con desdén a todos los "fragmentos". Ella es también el único miembro del Caballero Negro, que es realmente vivo o vive sin carga. Ella también aporta parte de su poder para mantener al dragón sellado, dentro de George. Se insinúa que ella ayuda a George y su grupo porque está enamorada de él.
Ellos llevan el nombre de los 7 Pecados Capitales.

## Personajes Sub
Shiori Momono (百 野 栞, Momono Shiori?) 
Interpretado por: Honoka Imuraya (PC), Emiko Hagiwara (Xbox 360 y anime)
Ella es un "mago tradicional" y se le ve generalmente con un libro. Parecía indiferente a los estudiantes que se acercaron a ella en la clase, por ser nueva, pero se relaciona amistosamente con Kaori y Tadashi . Su identidad secreta es la de un apóstol de índice, la mayor organización en el mundo mágico de 11eyes y 3 días. Su verdadero nombre dado por el índice es "Ursula de la Biblioteca". Ella es transferida a la escuela donde estudían los demás "fragmentos", para vigilar al portador del ojo de Aeon y determinar si es merecedor de cargar en sus hombros el destino del mundo. Su misión era debido a la repentina desaparición del director de la última. Ella es la principal candidata debido a su potencial para pertenecer al grupo de los 14 santos, los más altos funcionarios dentro del índice. Sin embargo, su línea familiar es condenado a nacer sin ojos. En su caso, la maldición es aún peor y ni siquiera podía mover un dedo. Su cuerpo actual es un artefacto mágico con su cerebro, sistema nervioso y corazón en el trasplante. El organismo opera mediante la absorción de energía mágica. Ella es una compañera de clase de Yuka y Kakeru. Una de las protagonistas principales en 11eyes CrossOver.
Kaori Natsuki (奈 月 香 央 里, Natsuki Kaori?) 
Interpretado por: Harumi Nukumori (PC), Kaori Mizuhashi (Xbox 360)
Ella es una buena amiga de Yuka y Kakeru, a menudo se le ve golpeando a Tadashi debido a su personalidad. Ella es también una compañera de clase de Yuka y Kakeru. Una de las protagonistas principales en 11eyes CrossOver. Su participación en 11eyes CrossOver es debido a su ser un objetivo de la sombra.
Tadashi Teruya (照 屋 匡, Teruya Tadashi?) 
Interpretado por: Maikeru Ouen (PC), Kouta Nemoto (Xbox 360)
Un buen amigo de Yuka y Kakeru, que a menudo es atacado por Kaori. Su papel en la historia es el payaso de la clase y el amigo pervertido. Él es un compañero de clase de Yuka y Kakeru.
Saeko Akamine (赤岭 彩 子, Akamine Saeko?) 
Seiyū: Ayako (PC), Chiaki Takahashi (Xbox 360 y anime)
La enfermera de la escuela. Es la tutora actual de Takahisa. En su juventud, ella era la líder de una banda pandillera aficionada a las motocicletas.
Liselotte Wreckmeiste (リスロッテウェルクマイスター, Riselotte Wreckmeiste?) 
Interpretado por: RINA (PC), Ayano Niina (Xbox 360) 
La chica en el cristal qué convoca a los fragmentos a su mundo "Red Night" (Noche Roja), ella es lo que queda de Riselotte Wreckmeister, como Risette es una chica buena, pero esto solo sucede a que al sellarla se le fueron arrancados sus recuerdos y su poder. Como liselotte Wreckmeister, también llamada la Bruja de Babilonia, es una bruja inmortal, la cual tiene un inmenso poder de magia negra. Ha vivido aproximadamente un poco más de 800 años. Cuando conoció a Velad se enamoró de él, a su muerte juro qué iba a destruir el mundo con la "Caída del Infierno" que solo se puede producir con el Ojo de Aeón.
Velad
Él es el hombre misterioso que aparece en los sueños de Kakeru, y también posee el ojo de Aeon. Se puso de manifiesto que él es el Rey de Drasvania. Él era el amor Riselotte, la conoció cuando su país se encontraba en una guerra, fue asesinado por uno de sus más fieles súbditos. Su deseo era destruir el mundo, porque creía que los corazones de las personas estaban llenos de odio y qué la humanidad solo buscaba la destrucción. 
[editar] Nuevos personajes en 11eyes CrossOver
Shu Amami (天 见 修, Amami Shu?)
El protagonista de 11eyes CrossOver. Es conocido como mago "moderna", pudiendo utilizar cualquier dispositivo tecnológico como una herramienta mágica. Al parecer, se trata de un método especial creado por su abuelo. Él es de la misma clase que Yuka, Kakeru, Shione y Mio.
Shione Azuma (吾 妻 汐 音, Azuma Shione?) 
Interpretado por: Mai Nakahara
Ella es de la misma clase que Yuka, Kakeru, Mio y Shu.
Mio Kouno (红 野 澪, Kono mio?) 
Interpretado por: Emir Katō
Otro personaje es capaz de utilizar "la magia moderna". Su padre pasó a ser abuelo de Shu estudiante, explicando sus conocimientos en el estilo de magia especial. Ella es de la misma clase que Yuka, Kakeru, Shione y Shu.
Kanae Kuroshiba (黒 芝 かなえ, Kuroshiba Kanae?) 
Interpretado por: Rie Tanaka
Una compañera de clase de Takahisa. Visto a menudo con un libro. Ella es secreto el antagonista principal de 11eyes CrossOver. Ella es una bruja muy poderosa que ha estado viviendo durante más de un siglo. Ella es aún más poderosa que Shiori y es capaz de llamar por su koyu kekkai de complemento solo un dedo. Ella parece ser muy consciente de la "Red Night" y su propósito, pero evitar que otras personas además de Shiori sabe de este hecho. Su verdadero nombre es Kanae Kuroshida (黒 羊 歯 鼎, Kuroshida Kanae?) Y pertenece a la Sociedad Thule, un grupo de organización mágico creado por los nazis durante la Segunda Guerra Mundial y compuesto por siete extremadamente poderoso usuarios arte oscuro para oponerse y tratar de eliminar Índice. Ella tiene un complejo de Kirakishou Suigintou con Liselotte. Es a través de su manipulación y la ingeniería que enviar el doppelganger de secuestrar y sacrificarlo fuerza viva de las víctimas a la "Tabla de Esmeralda artificial" dentro de su espejo Koyu Kekkai. El "Artificial Esmeralda" es su plan de dominación mundial secreto. La "Artificial Tabla de Esmeralda" es creado por las fuerzas de la vida de las personas sacrificado específicos y sería completado uno de los diez mil víctimas se sacrifica. Si bien en construcción, el "Artificial Tabla de Esmeralda" le permite ajustar el poder mágico de su espejo koyu kekkai para su propio beneficio para que otras personas no puede activar su magia en su interior. Al finalizar, el efecto de la pastilla se extendería a todo el mundo y que, básicamente, sería capaz de dominar el mundo ya que no habría ningún usuario magia mago o para detenerla.

## Lista de episodios de 11 eyes
- 01 "noche roja" "Akai Yoru" (赤い 夜 〜 Piros éjszaka) 6 de octubre de 2009
- 02 "La chica de Cristal" "Suisho no Shōjo" (水晶 の 少女 〜 lány ECU-Kristály prohibición) 13 de octubre de 2009
- 03 "Orgullo solitario" "Kodoku na Hokori" (孤独 な 誇り 〜 egyedülálló büszkeség) 20 de octubre de 2009
- 04 "Sonriendo detrás de una fachada" "Kamen no Bisho" (仮面 の 微笑 〜 un maszk mögött doboz) 27 de octubre de 2009
- 05 "Por mis amigos y por el mañana" "Tomo to ashita no tame ni" (友 と 明日 の ため に barátoknak 〜, holnapra) 3 de noviembre de 2009
- 06 "Corazón confundido" "Kokoro Midarete" (心 乱れ て 〜 fájdalom szíbtép) 10 de noviembre de 2009
- 07 "Despertar retorcido" "Yuganda Kakusei" (歪んだ 覚醒 〜 kanyargos ebredes) 17 de noviembre de 2009
- 08 "La Bruja del Tiempo" "Oma ga toki" (逢魔が時 ~ félhomály ov) 24 de noviembre de 2009
- 09 "Lazos rotos" (壊れた 絆 〜 törött kötés) 1 de diciembre de 2009
- 10 "La Bruja Despierta" (魔女 覚 醒 〜 bukott Angyal) 8 de diciembre de 2009
- 11 " La opción de la Destrucción" "metsubō a IU Sentaku ~ bor-hoz kialvás" (滅亡 という 選択 ~ bor-kialvás hoz) 15 de diciembre de 2009
- 12 "El amanecer del la Oscuridad" "Yamiyo no akatsuki ~ a Hajnal sötét" (闇夜 の 暁 ~ Ha ajnal sötét) 22 de diciembre de 2009
- 13 OVA - "Ilusión de Ensueño Color Rosa" "Forbidden" 25 de junio de 2010

## Música
El 11eyes original de la novela visual tiene tres piezas de tema musical, un tema de apertura, un tema de cierre, y una canción de inserción. El tema de apertura es "Lunatic Tears..." por Ayane, el tema de cierre es "kegare Naki Yume" (穢れ 亡き 夢?) por Asriel, y la canción de inserción es "Bōkyaku no Tsurugi" (忘却 の 剣?) por Ayane. 11eyes Crossover, un tema de apertura, "Endless Tears" por Ayane, y un tema de cierre, "Tsuioku no Chikai" (追憶 の 誓い?) por Asriel. Tema de apertura de la serie anime 'es "Arrival of Tears" de Ayane, y el tema de cierre es "Sequentia" por Asriel.